# فیبروز سیستیک

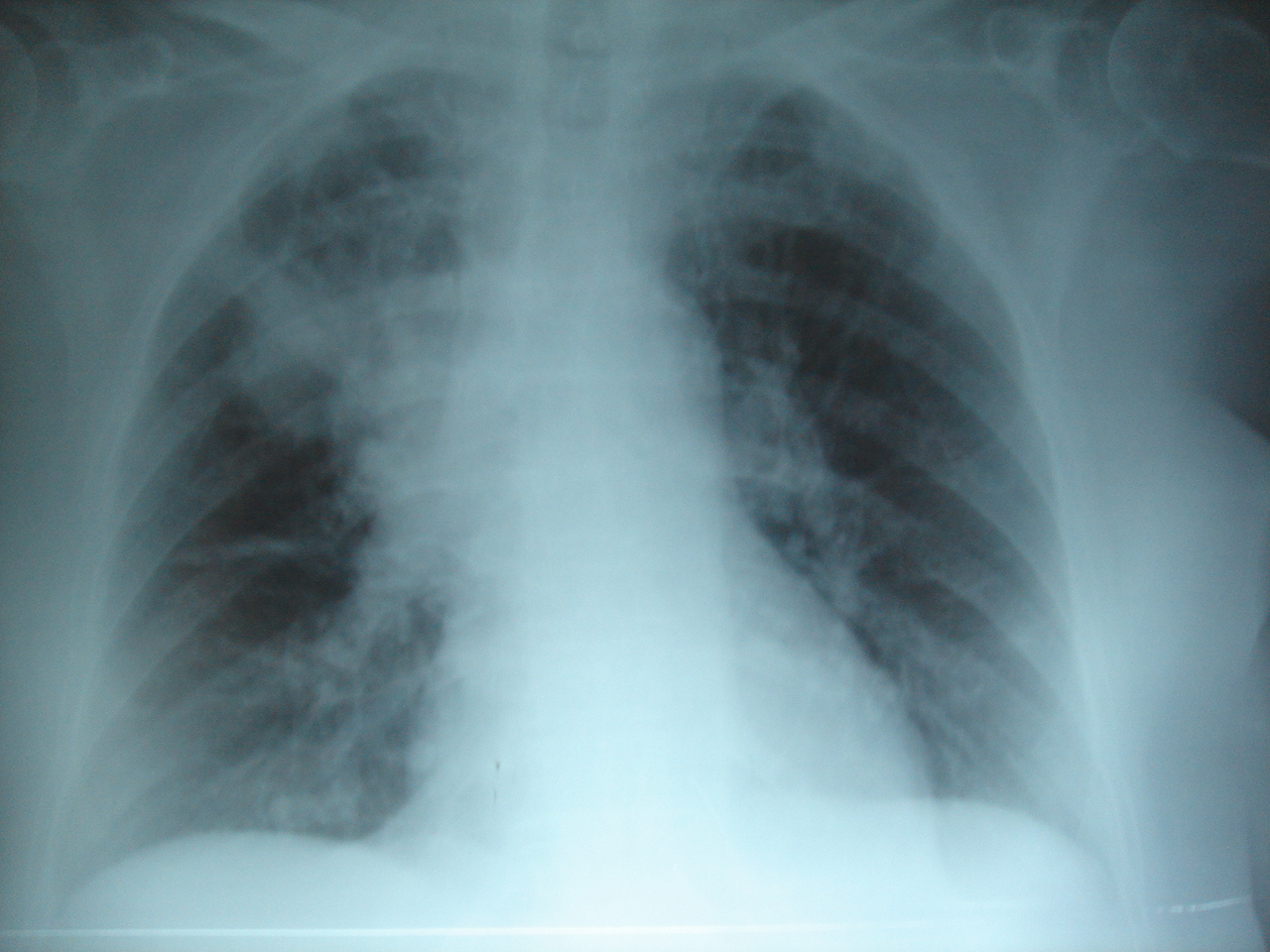

فیبروز سیستیک (به انگلیسی: Cystic Fibrosis) به صورت مخفف (به انگلیسی: CF) یا تارفزونی کیسه‌ای یا سفتی مخاط، نوعی بیماری سوخت‌وسازی (متابولیک) بدن است که بر اثر آن ترشحات در بخش‌هایی از بدن سفت و چسبنده می‌شوند. فیبروز سیستیک نوعی اختلال ژنتیکی اتوزومی مغلوب حمل پوششیepithelial یونی است که به علت جهش‌هایی در ژن تنظیم‌کنندهٔ هدایت ورای غشایی CF به نام CFTR ایجاد می‌شود. این بیماری یکی از شایع‌ترین و جدی‌ترین ناهنجاری‌های ژنتیکی است که در هر ۲ تا ۳ هزار تولد، یک نوزاد را مبتلا می‌کند. در این اختلال ترشحات ریه، لوزالمعده، کبد، روده و دستگاه تناسلی غلیظ و چسبنده می‌شود. این در حالی است که در افراد طبیعی این ترشحات غالباً رقیق و غیرچسبنده هستند. علاوه بر این میزان نمک موجود در ترشحات غدد عرق نیز افزایش می‌یابد و در واقع نمک مورد نیاز بدن از طریق عرق دفع می‌شود. اگرچه CF در تمام نژادها مشاهده شده‌است، عمدتاً بیماری مردمان اروپای شمالی است.
فیلم سینمایی پنج فوت جدا دربارهٔ این بیماری ساخته شده‌است.

## آسیب‌شناسی
ژن این بیماری بر روی کروموزوم ۷ قرار دارد و پروتئینی با ۱۴۸۰ آمینو اسید را رمز می‌کند که CFTR نام دارد. بیش از هفتاد جهش ژنی منجر به این بیماری می‌شوند. این بیماری به صورت اتوزومال مغلوب منتقل می‌شود. در نتیجه وجود یک ژن جهش‌یافته باعث بروز بیماری نمی‌شود و افراد حامل یک ژن جهش‌یافته تنها ناقل بیماری هستند. افراد بیمار نیز دو نسخه از ژن معیوب را از پدر و مادر خود به ارث می‌برند. در این حالت پدر و مادر هر دو ناقل بیماری هستند. این بیماری بیشتر در میان سفیدپوستان غربی شیوع دارد.
غربالگری نوزادان و تشخیص این بیماری با انجام آزمایش‌هایی چون تست عرق امکان‌پذیر است. با شناسایی ژن CFTR به عنوان عامل بیماری CF امکان بررسی ژنتیکی و شناسایی جهش‌های این ژن فراهم شده‌است. با این روش امکان تشخیص پیش از تولد و شناسایی حاملان این بیماری امکان‌پذیر است. تاکنون بیش از ۵۵۰ جهش مختلف در این ژن ۲۷ اگزونی شناسایی شده‌است.
یکی از شایع‌ترین جهش‌هایی که در این ژن اتفاق می‌افتد حذف سه نوکلئوتید است که باعث حذف اسید آمینهٔ فنیل‌آلانین در جایگاه ۵۰۸ می‌شود. از جمله جهش‌های دیگر شایع این ژن، G524 X (2.4 5) , G551D , N 1303 L , W1282 X 621 +1 G>T , 1717-1 G>A , R117 H R1162 X و R553X است.
در آزمایشگاه، بررسی حذف ∆ F508 با روش ARMS PCR انجام می‌شود. برای بررسی سایر جهش‌ها نیز از روش توالی‌یابی استفاده می‌شود. در این روش اگزون‌های ۳، ۴، a6، ۷، ۱۰، ۱۱، ۱۳، a14،b17، ۱۹، ۲۰ و ۲۱ مورد بررسی قرار می‌گیرند. به این منظور ابتدا با استفاده از پرایمر اختصاصی نواحی مربوط به این اگزون‌ها در آزمایش PCR تکثیر شده و سپس محصول PCR تعیین توالی می‌شود.
CFTR، نوعی کانال کلریدی تنظیم شونده با CAMP است که سایر کانال‌های یونی را تنظیم می‌کند. CFTR، هیدراتاسیون ترشحات در داخل راه‌های هوایی و مجاری را از طریق دفع کلراید و مهار برداشت سدیم حفظ می‌کند. اختلال عملکرد CFTR می‌تواند بر بسیاری از اعضای مختلف بدن تأثیر بگذارد، خصوصاً اعضایی که مایع مخاطی ترشح می‌کنند مانند راه‌های تنفسی فوقانی و تحتانی، لوزالمعده، دستگاه صفراوی، دستگاه تولیدمثلی مردان، روده و غدد عرق، ترشحات بی‌آب و چسبنده در ریه‌های بیماران مبتلا به CF، جلوی کلیرانس مخاطی-مژکی را می‌گیرد.
عملکرد پپتیدهای طبیعی ضد میکروبی را مهار می‌کند و راه هوایی را مسدود می‌نماید. ظرف ماه‌های اول عمر، این ترشحات و باکتری‌های جای‌گرفته در آن‌ها نوعی واکنش التهابی را آغاز می‌کنند. رهاسازی سیتوکین‌های التهابی، آنزیم‌های ضد باکتریایی میزبان و آنزیم‌های باکتریایی به نایژک‌ها صدمه می‌زنند. چرخه‌های راجعهٔ عفونت، التهاب و تخریب بافتی، مقدار بافت ریوی دارای عملکرد را کاهش می‌دهند و سرانجام موجب نارسایی تنفسی می‌شوند.

## نشانه‌ها
CF به‌طور کلاسیک در اوایل کودکی تظاهر می‌کند، هر چند تقریباً ۴ درصد بیماران در بزرگسالی تشخیص داده می‌شوند. ۱۰ تا ۲۰ درصد بیماران در بدو تولد با ایلئوس مکونیوم تظاهر می‌کنند و سایرین با شکایات تنفسی مزمن یا نارسایی رشد، یا هر دو در سنین بالاتر مراجعه می‌کنند. پیشرفت بیماری ریوی، عامل اصلی تعیین‌کنندهٔ ابتلا و مرگ و میر است. اکثر بیماران به علت نارسایی تنفسی بین ۳۰ تا ۴۰ سالگی فوت می‌کنند. شایع‌ترین علائم بیماری مربوط به درگیری دستگاه تنفسی است؛ این علائم شامل سرفه همراه با خلط، خس‌خس سینه و عفونت ریه‌ها است. در مواردی سینوزیت و پولیپ‌های بینی نیز مشاهده می‌شود.
سایر علائم بیماری عبارت‌اند از: درد شکمی عودکننده، کاهش وزن، اختلال در گوارش غذا، انسداد روده، تهوع و استفراغ، اسهال چرب، نارسایی در رشد و درگیری کبد.

## تشخیص
بیماری غالباً در شیرخوارگی یا اوایل کودکی تشخیص داده می‌شود. تأیید و تشخیص بر اساس نتایج تست عرق انجام می‌شود. در این آزمایش مقدار سدیم و کلر (نمک) موجود در عرق کودک اندازه‌گیری می‌شود؛ برای انجام آزمایش با استفاده از امکانات موجود، تولید عرق را در دست یا سر بیمار افزایش می‌دهند و با استفاده از الکترود مخصوص که در عرق گذاشته می‌شود میزان سدیم و کلر اندازه‌گیری می‌شود. میزان نمک موجود در عرق کودک مبتلا از فرد معمولی بالاتر است و به این ترتیب با توجه به نتایج تست عرق و علائم بالینی بیمار، تشخیص تأیید می‌شود.
۱ تا ۲٪ مبتلایان به CF، غلظت طبیعی کلر در عرق نشان می‌دهند. به هر حال در این بیماران، اختلاف پتانسیل فراپوششی بینی معمولاً تشخیص‌دهندهٔ CF است.

## مدیریت
در حال حاضر هیچ درمان کاملی برای CF وجود ندارد، هرچند بهبود علائم بیماری (درمان علامتی)، طول عمر متوسط را از اوایل کودکی به ۳۰ تا ۴۰ سالگی افزایش داده‌است.
به دلیل بروز عفونت‌های باکتریایی مزمن و کشنده در راه‌های تنفسی، کنترل عفونت و حفظ عملکرد تنفسی مطلوب، کلید اصلی درمان است. دارودرمانی در این بیماران شامل موارد زیر است:
- آنتی‌بیوتیک‌ها به منظور پیشگیری از عفونت استفاده می‌شوند.
- داروهای گشادکنندهٔ نایژه‌ها برای باز نگه داشتن مسیرهای تنفسی استفاده می‌شوند.
- از کورتون‌ها به منظور کاهش التهاب در دستگاه تنفسی استفاده می‌شود.
- برحسب نیاز از آنزیم‌های پانکراس (لوزالمعده) برای کاهش مشکلات گوارشی استفاده می‌شود.
- مکمل‌های ویتامین‌های محلول در چربی برای بیمار تجویز می‌شود که معمولاً به صورت روزانه مصرف می‌شود.

زمانی که کودک در بیمارستان بستری است یا در موارد بیماری ریوی پیشرفته، برای پیشگیری از کمبود اکسیژن ممکن است اکسیژن‌درمانی انجام شود.
- فیزیوتراپی قفسهٔ سینه برای خارج کردن ترشحات به صورت روزانه باید انجام شود بنابراین آگاهی والدین از ورزش‌ها و تمرینات تنفسی در این رابطه بسیار مهم است. این تکنیک می‌تواند مشکلات تنفسی بیمار را به حداقل رسانیده و طول عمر بیمار را افزایش دهد. این تکنیک‌ها شامل تمرینات تنفسی، تحریکات سرفهٔ مؤثر و تمرینات هوازی است که هر کدام متناسب با شرایط فرد، از زمان تشخیص تا پایان زندگی، توسط متخصص فیزیوتراپی تجویز و اجرا می‌شود و به والدین نیز آموزش داده می‌شود.

در موارد بسیار نادری نیاز به پیوند شُش ممکن است وجود داشته باشد. در موارد پیوند شٔش نیز تکنیک‌های خاص فیزیوتراپی وجود دارد. یک فیزیوتراپیست مدام با فرد مبتلا به CF در ارتباط است و بیشتر از هر گروه درمانی دیگری در جریان روند درمانی اوست؛ از این رو باید توجه داشت که این فرد مدیریت روند درمانی را تا حدودی در اختیار خانواده قرار می‌دهد تا با توصیه‌های وی، والدین بیمار از درمان‌های مختلف آگاهی یابند.
پیشرفت‌هایی نیز در زمینهٔ ژن‌درمانی انجام شده‌است که هنوز نتایج کاملاً موثقی در این زمینه وجود ندارد.
اگرچه درمان پزشکی پیشرفت بیماری ریوی را آهسته می‌کند، تنها درمان مؤثر برای نارسایی تنفسی در CF، پیوند ریه است. جایگزینی آنزیم‌های لوزالمعده و مکمل ویتامین‌های محلول در چربی، سوء جذب را به‌طور مؤثری درمان می‌کند. به هر حال به علت افزایش نیاز بدن کالری و بی‌اشتهایی، بسیاری از بیماران به مکمل‌های کالری هم نیاز دارند. بیشتر بیماران، به مشاورهٔ وسیع برای مواجهه با آثار روانی ابتلا به نوعی بیماری مزمن کشنده نیز احتیاج دارند.